# Miro Varvodić
Miro Varvodić (Split, 15. svibnja 1989.), hrvatski nogometaš.
Sin bivše "jedinice" Hajduka, Zorana Varvodića zvanog Rambo, započeo je kao vratar u omladinskom poretku splitskog kluba iako mu je prvotna želja bila pozicija stopera. Njegov talent vrlo je brzo uočen i već je sa 17 godina išao na pripreme seniorske momčadi kao treći vratar, iako je od Zorana Vulića dobivao više prilika od prve zamjene Zlatka Runje. 
Nakon što su se Runje i prvi vratar Balića prehladili, Varvodić je dobio priliku u par pripremnih utakmica za vrijeme zimskih priprema 2006. – 2007., ali u prvenstvu nije debitirao. Prvi dio sezone 2007./2008 proveo je na posudbi u Mosoru gdje se pokazao u najboljem svjetlu, da bi nakon toga bio vraćen kao novi vratar kluba. Debitirao je još kao junior 23. veljače 2008. u domaćem remiju s Rijekom (1:1). U toj polusezoni, inace skoro bez pogreške, najavljivan kao budućnost kluba iznenada stavljen u drugi plan.
Naredne ga sezone trener Goran Vučević nije poveo na pripreme. Nakon uspješne probe u bundesligašu Kölnu odlazi u Njemačku na jednogodišnju posudbu.
Nakon dvogodišnje posudbe, Varvodić u srpnju 2010. potpisuje ugovor za Köln. Na Kölnovim vratima je prvi put zaigrao 15. listopada u utakmici Bundeslige protiv dortmundske Borussije.

## Vanjske poveznice
- Statistika na ESPN-u  Arhivirana inačica izvorne stranice od 13. prosinca 2009. (Wayback Machine)
- Transfermarkt